# 里波列特
里波列特，是西班牙加泰罗尼亚巴塞罗那省的一个市镇。总面积4平方公里，总人口30235人（2001年），人口密度7559人/平方公里。